# Top of the World (Fahrgeschäft)

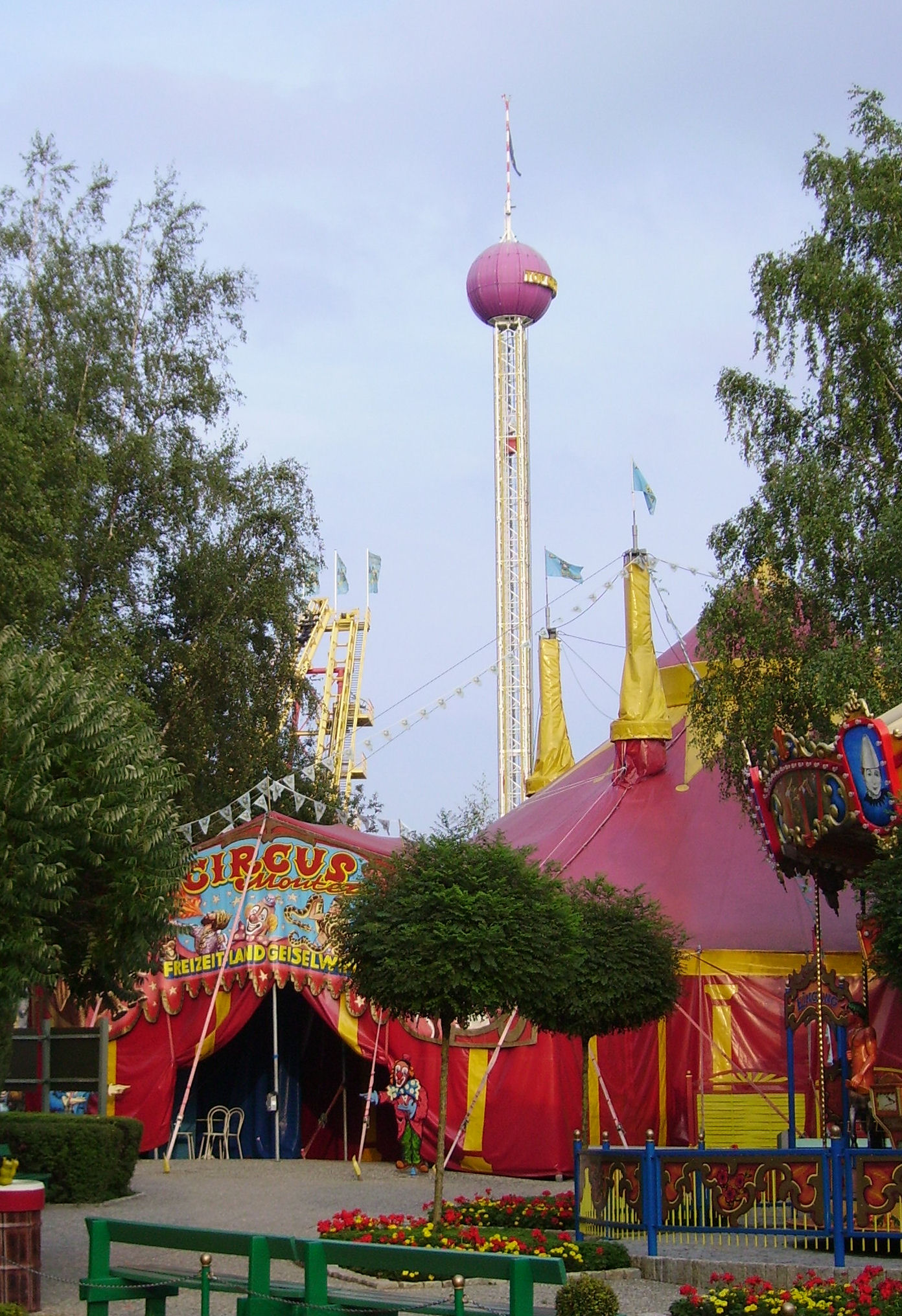
Top of the World im Hintergrund

Top of the World ist der höchste bisher gebaute transportable Aussichtsturm und gleichzeitig mit einer Gesamthöhe von 95 m auch das höchste jemals gebaute transportable Fahrgeschäft.
Top of the World ist ein so genannter Gyro-Tower, d. h. die Passagierkabine dreht sich bei der Auf- und Abwärtsbewegung um den Turm. Die maximale Fahrhöhe der Kabine beträgt 72 m bei einem Fassungsvermögen von 132 Personen. Gebaut wurde der Turm von der niederländischen Firma Nauta-Bussink für den Bremer Schausteller Finnendahl.
Bei seiner Premiere auf dem Weihnachtsmarkt 1995 in Berlin-Friedrichshain kam es durch Kälteeinwirkung zu einem Zwischenfall. Hierbei blockierte aufgrund der Kälte der Antrieb des Turms und die Sicherheitsbremsen blockierten eine automatische Auf- bzw. Abwärtsfahrt des Fahrgastträgers. Mithilfe einer manuellen Löse- und Ablassvorrichtung wurde der Fahrgastträger dann „von Hand“ herabgelassen. Hierbei kam es zum Durchrutschen des Tragseiles und die Gondel sackte wenige Zentimeter ab und prallte auf das Podium. Bei diesem Aufprall wurden einige Passagiere verletzt.
Später erfolgte ein Verkauf an das Freizeit-Land Geiselwind, Am 3. September 2019 gegen 16:30 Uhr kam es zu einem Zwischenfall, bei dem die Aussichtsplattform in etwa 60 m Höhe steckengeblieben ist, da das Fahrgeschäft aus ungeklärter Ursache in den Störungsmodus geschaltet hat. 21 Personen, darunter 11 Kinder, wurden unter Beteiligung von Bundeswehr, Luftrettung und Polizei abgeseilt. Dabei wurde ein Kind leicht verletzt. 
Mittlerweile ist das Fahrgeschäft nicht mehr in Betrieb.